# فالتر إيشفايلر
فالتر إيشفايلر (بالألمانية: Walter Eschweiler) ، من مواليد 20 سبتمبر 1935 ، حكم كرة قدم ألماني غربي دولي سابق.
حكم في بطولة كأس العالم لكرة القدم 1982.